# Abby Whiteside
Abby Whiteside (1886-1956) fue una profesora de piano estadounidense polémica e influyente. Cuestionó el enfoque, centrado en los dedos, de la enseñanza de piano clásico y, en su lugar, abogó por una actitud holística en la que el brazo y el torso son los conductores de una imagen musical, concebida primero en la mente y el alma.

## Vida
Whiteside se especializó en música en la Universidad de Dakota del Sur. Después de un período dedicado a la enseñanza en la Universidad de Oregón, estudió en Alemania junto a Rudolf Ganz. A su regreso a los Estados Unidos y enseñando primero en Oregón y luego en Nueva York, se dio a conocer , poco a poco, por sus ideas.

## Crítica
A pesar de los notables resultados logrados con sus pupilos (varios de ellos estaban lejos de ser prometedores antes de iniciar las clases con ella), sus ideas aún no son extensamente aceptadas. La técnica basada en la independencia de los dedos sigue siendo enseñada, aunque la noción de que una técnica de brazo eficaz es esencial para la fluidez y evita lesiones por esfuerzo repetitivo está muy extendida. Algunos maestros se han mostrado dispuestos a abandonar por completo el concepto de la perforación del dedo.

## Legado
Además de Robert Helps, dos de sus alumnos se convirtieron en reconocidos maestros por mérito propio, Joseph Prostakoff y Sophia Rosoff continuaron aplicando sus métodos. El primero enseñó al reconocido pianista de jazz y educador Barry Harris y Rosoff enseñó a los pianistas de jazz Fred Hersch y Ethan Iverson y Barry Harris. Whiteside también tutoró a los compositores estadounidenses, Morton Gould y Vivian Fine.
A finales de 1950, Rossof fundaría la Fundación Abby Whiteside, una organización dedicada a promover sus ideas, capacitar a los maestros y artistas, y organizar recitales de pianistas formados bajo los métodos de Abby.